# فندق الحمامات الكبير
فندق الحمامات الكبير أو جراند أوتيل حلوان ما يعرف حالياً (مدرسة الشهيد صابر أبو ناب الثانوية بنات أو ما تعرف باسم مدرسة حلوان الثانوية بنات) هو فندق تاريخي قديم، وأول وأقدم فندق أنشيء في مصر حاليا بغرض فندقي حيث يرجع إلى عام 1871م وانتهي من بنائه عام 1873م. وأول المبانى التى شيدت بحلوان شيده الخديوى إسماعيل عندما قام بتشيد حمامات حلوان  وكان مخصصًا لنزول من يقصد الحمامات من الأمراء والباشوات والأجانب للانتفاع بالمياه الكبريتية وقد تم بناؤه وافتتح رسميًا في أول نوفمبر سنة 1874 ويقع هذا الفندق حاليًا بالجهة الشمالية الشرقية للحمامات (كابريتاج حلوان) عند التقاء شارع منصور مع شارع لطيف ويتشابه تخطيط هذا الفندق إلى حد كبير مع تخطيط معهد جون في مدينة كامبريدج بإنجلترا (963هـ / 1555م) حيث كان يتكون من ثلاثة أفنية على محور واحد يصل بينها أبواب ويتشابه تخطيطه أيضًا مع تخطيط الجناح الشرقى من قصر إسماعيل صديق المفتش حيث يتكون من فنائين يفتحان على بعضهما البعض.
ولا يزال هذا الفندق بشكله الأصلى ما عدا الواجهة الغربية الرئيسية التى أزيلت كرانيشها وطليت بطلاءات حديثة.

## تاريخ
كانت حمامات حلوان شهرة كبيرة والتى تميزت بعيونها الكبريتية وأول من أقام عليها حمامات في العصر الاسلامى هو عبد العزيز بن مروان الذى أعاد اكتشاف العيون الكبريتية من جديد وأقام حولها حمامات على شكل مغطس وزخرف مبانيها بالنقوش والآيات القرآنية وقد عثر على بقايا هذه الحمامات أثناء حفر العمال لأساسات الحمامات التى شيدت في عصر عباس حلمى الثانى وأهملت عيون الحمامات الذى أنشأها عبد العزيز بن مروان وظلت هكذا حتى أعاد اكتشافها عباس حلمي الأول وأمر ببناء حمامات حول هذه العيون وكانت بهيئة بناء يتكون من غرفتين يعالج بها رجال الجيش.
وأصدر الخديوى فرمانًا ببناء منتجع حرارى بحلوان وانتهى من بنائه في عام 1871 وعهد بإدارته إلى الطبيب رايل بك وقام الخديوى إسماعيل بزيارة هذه الحمامات في 25 ديسمبر 1871 وأمر بإنشاء حوض كبير يملأ بالمياه الكبريتية لاستحمام الفقراء ومستشفى صغيرة وصيدلية واستراحة ينزل فيها المترددون عليها للعلاج وأمر بوضع أنابيب لتوصيل ماء النيل إلى الحمامات وإنشاء طريق الحمامات إلى النيل بطول 4كم وعمل قناة تحت الأرض لتصريف المياه الزائدة عن الحاجة من مياه الينابيع وقد قام الدكتور رايل بك بتنفيذ كل هذه الأعمال على حساب الدائرة الخاصة وتمت في عام 1872ولكى يزيد الخديوى إسماعيل من أهميتها شيد بجوارها لوكاندة لنزول الزائرين.
وقد اندثرت الحمامات التى شيدها الخديوى إسماعيل تمامًا خاصة عندما قام عباس حلمى الثانى بإعادة تشييدها من جديد طغت عناصره المعمارية والفنية على عمائر القاهرة في عصر الخديوى إسماعيل.

### عصر الخديوي توفيق
بعد إنشاء فندق "جراند أوتيل حلوان" في عهد الخديوي توفيق 1888م، أصبح هذا الفندق معروفا بإسم فندق "الحمامات الكبير"، هو أحد أربع فنادق كبرى بحلوان وقتها، إفتتح سنة 1874م وهو حاليا أولا وأقدم مبنى في حلوان على الإطلاق وهو المبنى الوحيد الباقي من عهد الخديوي إسماعيل أما باقي مباني حلوان القديمة إما من عهد توفيق أو بعده.

## مواصفات الفندق
بني هذا الفندق علي طراز أوربي مبني يتوسطه حديقة ذات نافورة، أمامه فيراندا كبيرة، يتكون من 46 غرفة بكل غرفة جرس كهربائي- غرف انتظار بالأركان الأربعة يمكن تحويلها إلى جناح- صالون كبير - صالون خاص للسيدات - غرفة طعام - غرفة بلياردو- مكتبة - ملعب تنس، الدور الأرضي كان دائما محجوز للمرضى الذين لا يستطيعون صعود السلم، وبالجهة الشرقية فناء كبير به غرف للمستخدمين واسطبلات واللاوندري وغرف تخزين، كما كان ينتظر النزلاء القادمين من القاهرة بالقطار "أمنيبوس" يجره الخيول خاص بالفندق أمام المحطة.
وفي آخر مرحلة للفندق أصبح تحت إدارة شركة مصر للفنادق التي يمتلكها جورج ننجوفيتش ، ثم في عهد الملك فؤاد استردت الحكومة المصرية الفندق وتحول إلى مدرسة ثانوية للبنات من سنة 1927م

## الموقع
تقع المدرسة أمام ميدان الشهداء في الشرق حمامات حلوان الكبريتية وعلي مقربة من حديقة 6 أكتوبر

## في عداد الآثار
تم تسجيل المبنى القديم للمدرسة كأثر، فهو المبنى الأقدم بحلوان الحمامات والوحيد الباقي من عصر الخديوي إسماعيل.
بل ذكر الدكتور محمد حمودة عبد العظيم  في بحثه لنيل الدكتوراه أن هذا المبنى يعد أقدم فندق أنشئ في مصر حاليا بغرض فندقي حيث يرجع إلى عام 1871م وانتهى بنائه سنة 1873م، ولا يسبقه سوى مبنى قصر الجزيرة (1863- 1868م) ولكن الغرض الأساسي من مبنى قصر الجزيرة كان مقر إقامة الضيوف المشاركين في احتفال افتتاح قناة السويس ثم تحول إلى فندق في فترة لاحقة (فندق الماريوت بالزمالك حاليا).
وفي عام 2019 أصدرت وزارة الآثار قرارات وزارية  لتحديد حرم عدد من المواقع الأثرية وكان منها تسجيل فندق الحمامات الكبير بحلوان "مدرسة حلوان الثانوية بنات حاليا"، في عداد الآثار الإسلامية والقبطية واليهودية.